# Košice I

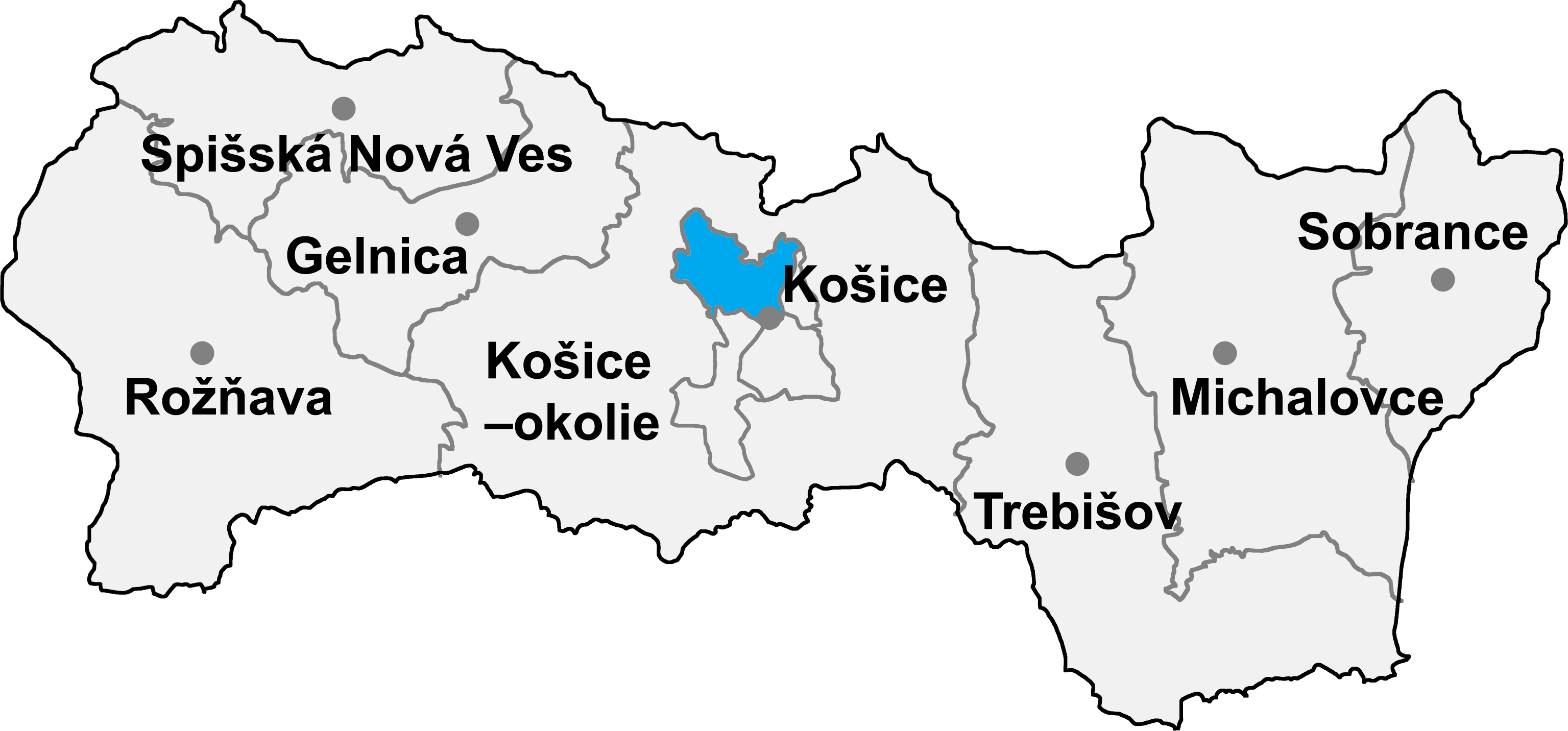
Districtul Košice I

Districtul Košice I (okres Košice I) este un district în Slovacia estică, în Regiunea Košice, în orașul Košice. Se învecinează cu districtele Košice II, Košice III, Košice IV și Košice-okolie.

## Demografie
| An:                | 1994   | 2004   | 2014   | 2024   |
| ------------------ | ------ | ------ | ------ | ------ |
| Număr de persoane: | 65.057 | 68.089 | 67.842 | 62.603 |
| Diferență:         |        | +4,66% | −0,36% | −7,72% |

| An:                | 2023   | 2024   |
| ------------------ | ------ | ------ |
| Număr de persoane: | 62.965 | 62.603 |
| Diferență:         |        | −0,57% |

## Părți ale orașului
- Džungľa
- Kavečany
- Košice-Sever
- Sídlisko Ťahanovce
- Staré mesto
- Ťahanovce